# (1306) Scythie
(1306) Scythie (désignation internationale (1306) Scythia) est un astéroïde de la ceinture principale découvert le 22 juillet 1930 par l'astronome russe Grigori Néouïmine.

## Historique
L'astéroïde a été découvert par l'astronome russe Grigori Néouïmine le 22 juillet 1930 à Simeis (094).
Sa désignation provisoire était 1930 OB.
Il est nommé d'après la Scythie, l'ancien nom d'une région en Russie.